# Icod de los Vinos
Icod de los Vinos es un municipio perteneciente a la provincia de Santa Cruz de Tenerife, en la isla de Tenerife —Canarias, España—. La capital municipal está localizada en el casco urbano de Icod, situado a unos 233 m s. n. m.
Icod es conocido como la ciudad del Drago, por albergar el famoso Drago milenario de Icod de los Vinos, uno de los símbolos más emblemáticos de la isla de Tenerife.
El casco antiguo de la ciudad ha sido declarado Bien de Interés Cultural, con categoría de Conjunto Histórico, debido a su importancia histórica y que además acoge una zona comercial, complementarias a las existentes en la Isla Baja.

## Toponimia
El municipio toma su nombre de su capital administrativa, que a su vez procede del reino guanche o menceyato que existió en la zona antes de la conquista castellana en el siglo xv. Icod es, por tanto, un término de procedencia guanche, significando según algunos autores 'incendio, quemadura'.
Por su parte, el apelativo «de los Vinos» le fue impuesto por los nuevos pobladores europeos ya desde la segunda mitad del siglo xvi, dada la importante producción vinícola de la región.

## Símbolos

### Escudo
El escudo heráldico del municipio fue aprobado por Decreto del Ministerio de la Gobernación de 9 de octubre de 1921, siendo su descripción: «Escudo partido. Primero, de azur, el Teide en su color. Segundo, de plata, un drago en su color. Bordura de sinople, con ocho racimos de uvas de oro. Al timbre, corona real cerrada. Como tenantes, cuatro aborígenes canarios, dos a cada flanco, sosteniendo cada uno una rama de palma.»
En cuanto al significado del escudo, el Teide aparece por ser el elemento paisajístico más destacado de Icod, mientras que el drago alude al Drago Milenario, símbolo del término municipal. Por su parte, los racimos de uvas simbolizan la tradición vitivinícola de Icod y a su denominación, y los cuatro aborígenes representan a los cuatro reyes guanches de los bandos de guerra que firmaron la paz con los conquistadores castellanos y culminaron así la fase bélica de la conquista de la isla en 1496.

### Bandera
La bandera municipal fue aprobada por el Gobierno de Canarias por Orden de 22 de abril de 2002, habiendo sido encargado su diseño por el Ayuntamiento de Icod al heraldista garachiquense Pascual González Regalado. La bandera consta de un «paño rectangular de seda, tafetán, raso, lanilla o fibra sintética, según los casos, cuya longitud es vez y media mayor que su ancho, compuesto de tres franjas verticales e iguales, la de los extremos de rojo granate, y la central blanca. Si la bandera ostentara el Escudo Heráldico del municipio, deberá colocarse en el centro del paño, preferentemente en ambas caras, y con una altura de dos tercios del alto de la bandera.»
El color rojo granate simboliza la savia del Drago Milenario, mientras que el blanco simboliza las nieves del Teide.

## Geografía
Está situado en el noroeste de la isla de Tenerife, limitando con los municipios de Santiago del Teide, Garachico, La Guancha y La Orotava.
Tiene una superficie de 95,91 km², lo que lo convierte en el municipio número 9 de la isla de Tenerife en cuanto a extensión, así como el 14 de la provincia.
La mayor altitud del municipio se alcanza en la ladera septentrional del Teide, en la elevación conocida como cerro de las Chajoras a 2755 m s. n. m.

### Orografía
El municipio conforma un espacio configurado por un continuo talud de pendiente suave desde una extensa masa forestal de pino canario Pinus canariensis hasta el mar, con casi 10 kilómetros de costa.

### Hidrografía
El territorio municipal se encuentra surcado por numerosos barrancos y barranquillos, siendo los de mayor entidad el barranco de las Ánimas, que separa Icod de La Guancha, el barranco del Cuarto, el barranco de la Hoya de la Cruz de Juan Dévora, el barranco del Preceptor, que desemboca en la playa de San Marcos, y el barranco Asero.

### Clima
| Parámetros climáticos promedio de Icod de los Vinos (1982-2012) | Parámetros climáticos promedio de Icod de los Vinos (1982-2012) | Parámetros climáticos promedio de Icod de los Vinos (1982-2012) | Parámetros climáticos promedio de Icod de los Vinos (1982-2012) | Parámetros climáticos promedio de Icod de los Vinos (1982-2012) | Parámetros climáticos promedio de Icod de los Vinos (1982-2012) | Parámetros climáticos promedio de Icod de los Vinos (1982-2012) | Parámetros climáticos promedio de Icod de los Vinos (1982-2012) | Parámetros climáticos promedio de Icod de los Vinos (1982-2012) | Parámetros climáticos promedio de Icod de los Vinos (1982-2012) | Parámetros climáticos promedio de Icod de los Vinos (1982-2012) | Parámetros climáticos promedio de Icod de los Vinos (1982-2012) | Parámetros climáticos promedio de Icod de los Vinos (1982-2012) | Parámetros climáticos promedio de Icod de los Vinos (1982-2012) |
| Mes                                                             | Ene.                                                            | Feb.                                                            | Mar.                                                            | Abr.                                                            | May.                                                            | Jun.                                                            | Jul.                                                            | Ago.                                                            | Sep.                                                            | Oct.                                                            | Nov.                                                            | Dic.                                                            | Anual                                                           |
| --------------------------------------------------------------- | --------------------------------------------------------------- | --------------------------------------------------------------- | --------------------------------------------------------------- | --------------------------------------------------------------- | --------------------------------------------------------------- | --------------------------------------------------------------- | --------------------------------------------------------------- | --------------------------------------------------------------- | --------------------------------------------------------------- | --------------------------------------------------------------- | --------------------------------------------------------------- | --------------------------------------------------------------- | --------------------------------------------------------------- |
| Temp. máx. media (°C)                                           | 19.1                                                            | 19.2                                                            | 20.4                                                            | 21.2                                                            | 22.3                                                            | 24.4                                                            | 26.7                                                            | 28.0                                                            | 26.6                                                            | 24.9                                                            | 22.0                                                            | 20.2                                                            | 22.9                                                            |
| Temp. media (°C)                                                | 16.0                                                            | 16.1                                                            | 17.0                                                            | 17.6                                                            | 18.7                                                            | 20.8                                                            | 22.8                                                            | 23.8                                                            | 23.1                                                            | 21.5                                                            | 18.9                                                            | 17.1                                                            | 19.5                                                            |
| Temp. mín. media (°C)                                           | 13.0                                                            | 13.1                                                            | 13.7                                                            | 14.1                                                            | 15.2                                                            | 17.2                                                            | 19.0                                                            | 19.6                                                            | 19.6                                                            | 18.1                                                            | 15.9                                                            | 14.1                                                            | 16.1                                                            |
| Precipitación total (mm)                                        | 55                                                              | 44                                                              | 38                                                              | 18                                                              | 8                                                               | 3                                                               | 1                                                               | 1                                                               | 6                                                               | 36                                                              | 65                                                              | 72                                                              | 347                                                             |
| Fuente: Climate-data.org                                        |                                                                 |                                                                 |                                                                 |                                                                 |                                                                 |                                                                 |                                                                 |                                                                 |                                                                 |                                                                 |                                                                 |                                                                 |                                                                 |

### Flora
Nos encontraremos con el Drago Milenario.

### Espacios protegidos
El municipio cuenta con superficie de los espacios naturales protegidos del monumento natural del Teide, del parque nacional del Teide, del parque natural de la Corona Forestal y del paisaje protegido de los Acantilados de La Culata.
Todos estos espacios se incluyen además en la Red Natura 2000 como Zonas Especiales de Conservación, juntamente con el área que rodea la cueva del Viento y el acantilado costero de Los Perros. Asimismo, el parque nacional del Teide y la Corona Forestal son también Zonas de Especial Protección para las Aves.
Icod cuenta también con el monte de utilidad pública denominado «Pinar».

## Historia

### Etapa guanche: antes del sigloxv
Según la tradición oral contada por los descendientes de los guanches y recogida por el religioso Fray Alonso de Espinosa, Icod aparece como lugar del primer poblamiento de la isla:

Los naturales guanches viejos dicen que tienen noticia de inmemorable tiempo, que vinieron a esta isla sesenta personas, mas no saben de dónde, y se juntaron y hicieron su habitación junto a Icod, que es un lugar desta isla, y el lugar de su morada llamaban en su lengua Alzanxiquian abcanahac xerac, que quiere decir: «Lugar del ayuntamiento del hijo del grande».
Fray Alonso de Espinosa, 1594.

De hecho, la zona arqueológica de la Cueva de los Guanches, en este municipio, ha proporcionado las cronologías más antiguas de Canarias con dataciones en torno al siglo vi a. C. La tradición popular también asegura que esa cueva era la morada del mencey de Icod. Por otra parte, en Las Cuevas de Don Gaspar han sido hallados restos vegetales en forma de semillas carbonizadas de trigo, cebada y habas. Este hallazgo permite constatar la práctica de la agricultura en la isla de Tenerife en tiempos de los guanches.

### Conquista y colonización europeas: siglosxvyxvi
La población se empezó a asentar en la moderna zona de Las Angustias debido a que se encuentra en el entorno del barranco de Caforiño, en donde se encontraba gran cantidad de agua durante todo el año, la cual hizo que los habitantes de Icod conocieran este lugar como el río de Icod.[cita requerida]
Alonso Fernández de Lugo, el conquistador de Tenerife, construyó un ingenio azucarero en las proximidades favoreciendo la economía del lugar, lo que la hizo uno de los principales en cuanto al cultivo de este producto. Icod se situaba ya entre las grandes potencias de Tenerife, junto a Garachico, donde a través del puerto de esta localidad obtuvo un gran desarrollo económico, San Cristóbal de La Laguna, La Orotava y en menor medida Santa Cruz de Tenerife.
Hacia 1500 se construye una ermita en honor a san Marcos Evangelista, cuya imagen sostiene la tradición apareció en la playa de San Marcos poco después de la conquista. En 1515, dado el crecimiento de la población de Icod, se eleva la ermita al rango de parroquia, comenzando a contar además con alcalde real desde 1520.
Fray Alonso de Espinosa describe Icod a finales del siglo xvi de la siguiente manera:

Icod de los Vinos (a diferencia de otro, que llaman el Alto) es un pueblo de mucha vecindad y de hombres honrados y ricos; está edificado en la falda del Teide, con buenos edificios; hay en él mucha madera.
Fray Alonso de Espinosa, 1594.

### Antiguo Régimen: siglosxviiyxviii
En 1676 Icod es descrito por el historiador Juan Núñez de la Peña de la siguiente forma:

ICOD. El lugar de Icod puede ser Villa, por ser tan grande, cogense en su jurisdicción de todos frutos, de vinos de malvasia, trigo, centeno, y otras semillas, labrase mucha seda; en este lugar no se conoce a ninguno por su propio nombre, ni legítimo apellido, sino es por alcuña, que unos a otros se ponen (...). Tiene este lugar muy buena parroquia con dos beneficiados, y muchos capellanes, buena música que todos los de este lugar son mas inclinados a ella, que otros, y los más tienen buenas voces; hay dos Conventos de religiosos, uno de S. Agustín y otro de recoletos de S. Francisco, gran convento, y otro de monjas de la Concepción de la orden de S. Bernardo, cerca de este lugar está una ermita de S. Felipe Neri, de mucha devoción en toda la isla, hay en este lugar su alcalde, y dos escribanos, y mucha gente noble, como en los demás lugares.
Juan Núñez de la Peña, 1676.

En 1768 el rey Carlos III crea los cargos públicos de síndico personero, diputado del común y fiel de fechos para los lugares que contaran con alcalde real, siendo elegidos por los propios vecinos mediante sufragio censitario. Se forma así el primer «ayuntamiento» de Icod.
El historiador tinerfeño José de Viera y Clavijo lo describe a finales del siglo xviii así:

ICOD DE LOS VINOS. Dista dos leguas de mal camino de La Rambla, y nueve de La Laguna. Es una bella población, cabeza de partido en lo eclesiástico, plantada en una especie de valle delicioso que sube desde el mar hasta la falda del mismo Teide, que le envía un ambiente fresco y saludable. Casi todo el terreno está plantado de viñas y emparrados de malvasía, su principal fruto. Cógese mucha seda, y hay algunos telares de tafetanes, pañuelos, cintas, etc. El piso es algo desacomodado, porque gran parte del lugar está en pendiente. Las aguas son excelentes y en abundancia. Los naturales, inclinados a la navegación y comercio de las Indias. El lugar es rico. La iglesia parroquial, de 3 naves, es buena y está bien adornada. Sírvenla dos curas beneficiados provisión del rey, con crecido número de clérigos. Hay un convento de recoletos de San Francisco, otro de San Agustín, y otro de monjas de San Bernardo, todos de bastante comunidad. Hay un hospital y diez ermitas. La feligresía es de 4468 personas, y de ellas algunas en los pagos de San Felipe, El Miradero, Buenpaso, Pedregal, Corte de la Nao, Abrevadero, El Amparo, Fuente de la Vega y Cerrogordo, Las Abiertas, Los Castañeros, Socas, Las Cañas. Tiene Icod en la costa del mar una caleta llamada de San Marcos, a donde llegan algunos barcos pequeños a cargar de vinos.
José de Viera y Clavijo, 1772-1773.

El 2 de mayo de 1798 tuvo lugar el incendio más grave de la historia de Icod. Tuvo su comienzo en la celda de una monja bernarda por haber dejado unas brasas encendidas. En dos horas y media el fuego redujo a cenizas más de 20 edificaciones. Hubiera devorado el pueblo entero si no se hubiera atajado el fuego demoliendo algunas casas más apartadas. Se escapó de él, pese a su proximidad, la parroquia de San Marcos. Sin embargo, sucumbieron las casas consistoriales, con el pósito, carnicería y cárceles.

### Etapa moderna: siglosxixyxx
En 1812 Icod se convierte en municipio independiente sobre la base de la nueva organización municipal surgida de la Constitución de Cádiz, consolidándose como tal a partir de 1836 cuando se le dota de poder económico gracias a la desaparición del régimen municipal único que había sido instaurado en la isla desde la conquista.
A mediados del siglo xix Pascual Madoz dice de Icod en su Diccionario:

ICOD (llamado también ICOD DE LOS VINOS): villa con ayuntamiento en la isla y diócesis de Tenerife (...). SITUADO á la parte occidental de la isla en un delicioso valle que principia desde la orilla del mar y sube hasta la falda del mismo Teide; reinan en ella con mas frecuencia los vientos del N y No; el CLIMA no obstante es templado y saludable; Consta la población como de 1200 CASAS entre las cuales se hallan algunas de buena y mediana construccion, y muchas con 2 altos; el piso de sus calles es desagradable, pórque muchas de ellas están en pendiente; hay una escuela, á la cual concurre un crecido número de niños y niñas, aunque no las que corresponden con arreglo al número de habitantes; un convento de monjas y dos de frailés suprimidos; un hospital y una iglesia parroquial muy buena y bien adornada, titulada San Marcos de segundo ascenso, (...). Hay tambien 8 ermitas casi todas de propiedad particular, y las iglesias de los conventos se hallan destinadas á ayudas de parroquia, por exgirlo asi la comodidad y utilidad de los fieles, y el culto de algunas imágenes de antigua y especial devoción. Los habitantes de esta población se surten de aguas escelentes y que posee abundante cantidad. Su jurisdicción se estiende a los pagos de San Felipe, el Miradero, Buen-Paso, Pedregal, Corte la Nao, Abrevadero, el Amparo, Fuente de la Vega, Cerro-gordo, las Abiertas, los Castañares, Secas [sic] y las Cañas. Casi todo el TERRENO de esta villa está plantado de viñas de malvasia que es su principal fruto, reduciéndose sus producciones en un año comun á 15.000 arrobas de vino la mayor parte malvasía, sobre 3000 fanegas de granos y legumbres, cerca de 4000 arrobas de patatas, y 4000 libras de seda. INDUSTRIA: fabricacion de tafetanes, pañuelos, cintas y otras telas de seda. COMERCIO: apenas tiene importancia en el dia, sin embargo, sus naturales inclinados á la navegacion, su principallo hacen con las Indias. POBLACIÓN 4244 vecinos, 5479 almas...
Pascual Madoz, 1848.

## Demografía
Icod de los Vinos cuenta con una población de 24 285 habitantes (INE 2024).
| Gráfica de evolución demográfica de Icod de los Vinos entre 1842 y 2021                                             |
| |
| Población de derecho según los censos de población del INE Población de hecho según los censos de población del INE |

A 1 de enero de 2020 Icod de los Vinos tenía un total de 23 316 habitantes, ocupando el 11.er puesto en número de habitantes tanto de la isla de Tenerife como de la provincia de Santa Cruz de Tenerife, así como el 22.º de la comunidad autónoma de Canarias.
La población relativa era de 243,1 hab./km².
Por sexos contaba con 11 456 hombres y 11 860 mujeres.
Del análisis de la pirámide de población se deduce que:
- La población comprendida entre 0 y 14 años era el 12 % (2 769 personas) del total;
- la población entre 15 y 64 años se correspondía con el 68 % (15 748 pers.);
- y la población mayor de 65 años era el 21 % (4 799 pers.) restante.

En cuanto al lugar de nacimiento, el 82 % de los habitantes del municipio (19 230 pers.) había nacido en Canarias, de los cuales el 80 % (15 423 pers.) lo había hecho en el propio municipio, el 19 % (3 569 pers.) en otro municipio de la isla y un 1 % (238 pers.) procedía de otra isla del archipiélago. El resto de la población la componía un 2 % (559 pers.) de nacidos en el resto de España y un 15 % (3 527 pers.) de nacidos en el Extranjero, sobre todo en Venezuela.
| Entidad singular                      | Habitantes |
| ------------------------------------- | ---------- |
| El Amparo                             | 787        |
| Buen Paso                             | 2129       |
| Las Cañas                             | 241        |
| Cueva del Viento                      | 2;636      |
| La Florida                            | 504        |
| Fuente la Vega                        | 626        |
| Icod de los Vinos (capital municipal) | 6942       |
| La Mancha                             | 3312       |
| San Felipe                            | 2213       |
| San Marcos                            | 751        |
| Santa Bárbara                         | 1795       |
| La Vega                               | 1380       |
| Total                                 | 23 316     |

## Economía
Las plataneras, la fruta y la viña (vid) son los cultivos más importantes.

## Administración y política

### Gobierno municipal
El municipio se rige por su ayuntamiento, compuesto por veintiún concejales.
| Periodo   | Nombre                         | Partido | Partido                                  |
| --------- | ------------------------------ | ------- | ---------------------------------------- |
| 1979-1983 | Carmelo Méndez Quintero        |         | Asamblea Icodense (AI)                   |
| 1983-1991 | Carmelo Méndez Quintero        |         | Partido Socialista Obrero Español (PSOE) |
| 1991-2007 | Juan José Dorta Álvarez        |         | Partido Socialista Obrero Español (PSOE) |
| 2007-2011 | Diego Afonso Guillermo         |         | Coalición Canaria (CC)                   |
| 2011-2015 | Juan José Dorta Álvarez        |         | Partido Socialista Obrero Español (PSOE) |
| 2015-2017 | Francisco Javier González Díaz |         | Coalición Canaria (CC)                   |
| 2017-2019 | José Ramón León                |         | Somos Icodenses (SI)                     |
| 2019-2023 | Francisco Javier González Díaz |         | Coalición Canaria (CC)                   |
| 2023-act. | Javier Sierra Jorge            |         | Alternativa Icodense (AIcod)             |

| Partido político | Partido político                                                    | 2023   | 2019   | 2015   | 2011   | 2007   | 2003   | 1999   | 1995   | 1991   | 1987   | 1983   | 1979   |
| Partido político | Partido político                                                    | Ediles | Ediles | Ediles | Ediles | Ediles | Ediles | Ediles | Ediles | Ediles | Ediles | Ediles | Ediles |
|                  | Partido Socialista Obrero Español (PSOE)                            | 2      | 3      | 5      | 9      | 9      | 11     | 13     | 11     | 11     | 13     | 16     | 2      |
|                  | Partido Popular (PP)-Alianza Popular (AP)                           | 4      | 1      | 4      | 4      | 2      | 1      | 2      | 2      | 0      | 5      | 0      | —      |
|                  | Coalición Canaria (CC)                                              | 7      | 10     | 7      | 7      | 9      | 9      | 6      | 8      | —      | —      | —      | —      |
|                  | Alternativa Icodense (AI)                                           | 8      | 5      | —      | —      | —      | —      | —      | —      | —      | —      | —      | —      |
|                  | Somos Icodenses (SI)                                                | —      | 1      | 4      | 1      | —      | —      | —      | —      | —      | —      | —      | —      |
|                  | Ciudadanos (CS)                                                     | —      | 1      | 1      | —      | —      | —      | —      | —      | —      | —      | —      | —      |
|                  | Centro Canario Nacionalista (CCN)                                   | —      | —      | —      | —      | —      | 1      | —      | —      | —      | —      | —      | —      |
|                  | Iniciativa Canaria Nacionalista (ICAN)                              | —      | —      | —      | —      | —      | —      | —      | 2      | —      | —      | —      | —      |
|                  | Agrupación Tinerfeña de Independientes (ATI)                        | —      | —      | —      | —      | —      | —      | —      | —      | 8      | 6      | —      | —      |
|                  | Centro Democrático y Social (CDS)-Unión de Centro Democrático (UCD) | —      | —      | —      | —      | —      | —      | —      | —      | 0      | 2      | —      | 9      |
|                  | Asamblea Icodense (AIcod)                                           | —      | —      | —      | —      | —      | —      | —      | —      | —      | —      | —      | 10     |

Tras las elecciones municipales de 2007 se formó un pacto de gobierno entre CC y el PP.
El 17 de agosto de 2017 se presenta una moción de censura contra el alcalde de Coalición Canaria. Esta moción fue presentada por Somos Icodenses y obtuvo el apoyo de todos los grupos parlamentarios exceptuando Coalición Canaria y 2 miembros del PSOE que se abstuvieron.

### Organización territorial
Se encuentra incluido en la Comarca de Icod-Daute-Isla Baja, salvo su superficie inmersa en los espacios naturales protegidos del parque nacional del Teide y de la Corona Forestal, que pertenecen a la Comarca del Macizo Central.

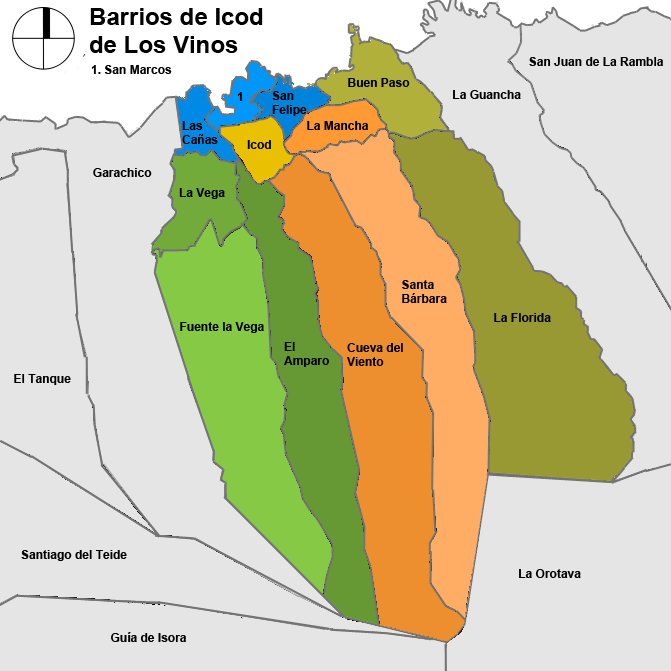
Entidades de población de Icod de los Vinos

El municipio está formado por doce entidades singulares de población, algunas a su vez divididas en núcleos de menor entidad:
| Entidad singular                      | Núcleos                                                                       |
| ------------------------------------- | ----------------------------------------------------------------------------- |
| El Amparo                             |                                                                               |
| Buen Paso                             | Buen Paso Hoya Ana Díaz                                                       |
| Las Cañas                             |                                                                               |
| Cueva del Viento                      | La Candelaria Cueva del Viento Lomo las Lajas La Patita Pedregal Los Piquetes |
| La Florida                            |                                                                               |
| Fuente la Vega                        | Las Abiertas Cruz del Camino                                                  |
| Icod de los Vinos (capital municipal) |                                                                               |
| La Mancha                             |                                                                               |
| San Felipe                            | San Felipe La Centinela Las Charnecas                                         |
| San Marcos                            |                                                                               |
| Santa Bárbara                         | Llanito Perera Penichet Santa Bárbara                                         |
| La Vega                               | Mirabal Alto El Molledo La Vega                                               |

## Servicios

### Sanidad
En Icod de los Vinos se encuentra el Hospital del Norte de Tenerife que ofrece cobertura a la población norte de la isla de Tenerife.

## Patrimonio
El casco histórico de Icod lo forman la iglesia matriz de San Marcos, la plaza de Andrés de Lorenzo Cáceres, plaza de la Pila, convento de San Francisco, Casa-museo Emeterio Gutiérrez Albelo, iglesia de San Agustín, Casa de los Cáceres, ermita de San Antonio de Padua y ermita de las Angustias.
Plaza de Andrés de Lorenzo Cáceres
Situada cerca del parque del Drago. En esta plaza se halla la iglesia parroquial de San Marcos Evangelista y el monumento al general José Antonio Páez, prócer de la independencia venezolana y biznieto de un icodense. La plaza de Lorenzo Cáceres fue en un principio una pequeña plazoleta. A principios del siglo XX adquirió su actual configuración, al convertirse en el parque de Lorenzo Cáceres, aprovechando el solar de la antigua calle que bajaba desde San Antonio y el desaparecido convento bernardo. En medio del arbolado se colocó un kiosco modernista y diferentes esculturas de personas ligadas a la localidad. Poco antes de ella y sobre las ruinas del incendio, se levantó en la calle de San Sebastián otra de sus más características mansiones, la del Marqués de Santa Lucía, que en el pasado fue sede del Centro Icodense. Se encuentra un busto de Emeterio Gutiérrez Albelo.
Iglesia de San Marcos Evangelista

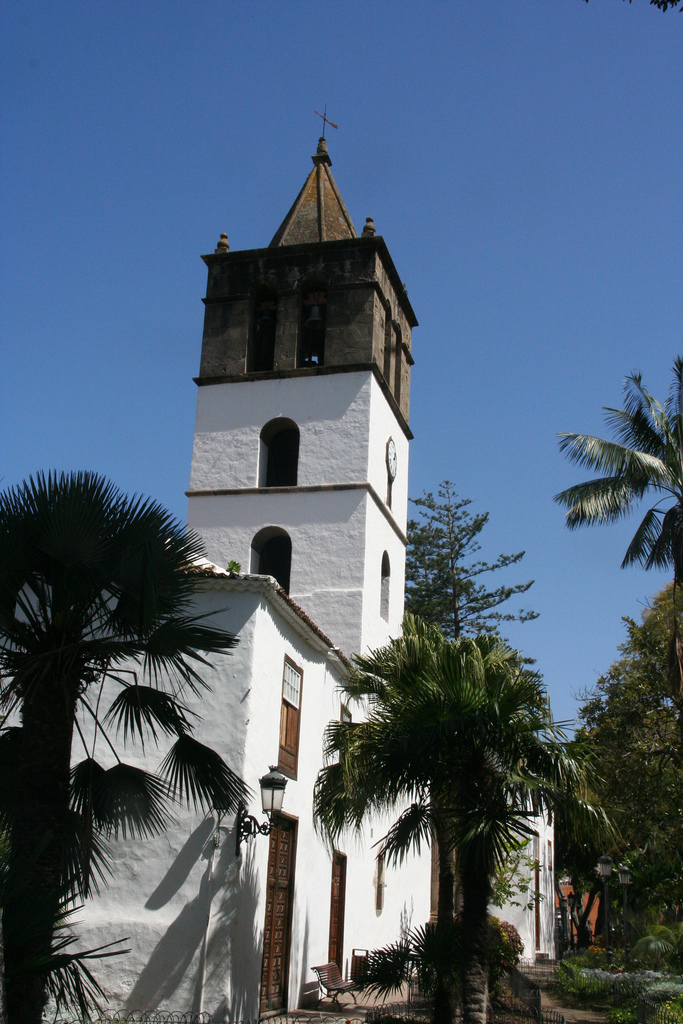
Iglesia de San Marcos

Se alza en el parque de Andrés de Lorenzo Cáceres y atesora un rico patrimonio. En lugar donde según la tradición, los guanches ya adoraban antes de la conquista la imagen titular, una pequeña talla de estilo flamenco. Se atribuyen sus orígenes a los primeros años del siglo XVI (1501) y de estilo colonial canario. En su interior destaca, entre otras imágenes, la del Señor Difunto de Icod de los Vinos, hecho en pasta de millo por los indios Tarascos de Michoacán (México), fue adquirido con anterioridad a 1578.
Hacia 1570, se reconstruyó en un hermoso templo de tres naves por el maestro de cantería Miguel Antúnez. A las tres naves principales se añaden dos naves con capillas laterales, separadas todas ellas por columnas y arcos de medio punto. Prevalece en su estructura la línea de inspiración mudéjar, aunque con elementos sobresalientes de otros estilos, como la portada renacentista ("El acceso principal es por el lado de la epístola (aunque primitivamente la tuvo a los pies). 
La Portada principal labrada en piedra, es anónima y data en el último tercio del siglo XVI. Se trata de una puerta manierista. El vano es el arco de medio punto, jambas y rosca del arco con almohadillado apretado, destacando en la clave, una enorme ménsula, la más desarrollada en la arquitectura de las islas; vista desde abajo toma forma monstruosa (tan del gusto manierista). La puerta es flanqueada por dos columnas sobre pedestal y basa ática, fuste estriado, con medias cañas y capitel toscano, el entablamento se divide en arquitrabe, con gotas, friso con tríglifos y metopas (sin decoración), salvo en la vertical de la ménsula, donde aparece la cabeza de un querubín curvilíneo". (Esta parte está sacada del libro "La arquitectura del renacimiento del Archipiélago Canario", su autor es Juan Sebastián López García. Editado conjuntamente por el Instituto de Estudias Canarios, La Laguna - Tenerife y por Excmo. Cabildo Insular de Gran Canaria; pág. 70 y 71).), la torre inspirada en el gótico francés y los retablos, coro y púlpitos, en su mayoría barrocos. 
La iglesia de San Marcos y los bienes muebles vinculados a la misma fueron declarados Bien de Interés Cultural el 16 de mayo de 2006, con categoría de Monumento.
La iglesia alberga también un museo de arte sacro.
Observaciones: Buena acústica. En la capilla Mayor destaca: retablo barroco policromado, siglo XVII; manifestador de plata repujada; sagrario en filigrana 
de plata y oro. Otros objetos en exposición en el Museo Sacro. Guarda un ingente patrimonio artístico, uno de los más importantes del Archipiélago, con obras de Martín Andújar (El Nazareno y otras imágenes de La Pasión), de la escuela de Alonso Cano, de Pedro Roldán, de Blas García Ravelo y de Francisco Alonso de la Raya, y algunos otros. También destaca el Señor Difunto hecho en pasta de maíz por los indios Tarascos del estado de Michoacán (México), fue adquirido con anterioridad a 1578.
Otras cuestiones: 
El retablo de la capilla mayor de esta parroquia es de estilo barroco isleño. Realizado por el Maestro de Carpintero, Escultor y Ensamblador Antonio Álvarez. Es el más valioso retablo que dentro de las características del barroco, nos ha legado la centuria del seiscientos. Cuya contemplación ha causado comentarios de sorpresa y admiración a tan ilustres visitantes como el Marqués de Lozoya (Historiador, crítico de arte y literato español, nacido y muerto en Segovia.), Fernando Quiroga y Palacios (Arzobispo, Cardenal), Joaquín de Entrambasaguas (catedrático de la Universidad Complutense), Gerardo Diego (catedrático de Literatura en institutos de Soria, Santander y Madrid, finísimo crítico literario y poeta), entre otros. A pesar de la continua búsqueda de datos a que siempre se han dedicado el gran número de inquietos investigadores de esta bella zona de Tenerife, hasta el presente no ha podido documentarse debidamente esta rica joya de arte canario, Sin embargo existe unanimidad en situarlo cronológicamente hacia fines del siglo XVII, excepción hecha del Sr. don Pedro Tarquis, que plantea la posibilidad de que tal vez pudiera haber sido construido en los años anteriores a mediada centuria, añadiendo que << hay quien opina que esta obra de Icod de los Vinos es también de Martín de Andújar >>, que, como sabemos, tiene taller en Garachico entre 1637 y 1641 por lo menos. Sin embargo, si afirma rotundamente que << lo policromó Juan Ixcroft (o Escrote) >>, el cual << hallándose en el trabajo del retablo mayor de Icod murió, y concluyó la obra su hijo Jorge, también pintor >>. Por ello, si Juan Escrote comenzó el policromado de este de Icod - según afirma don Pedro Tarquis, aunque no nos indica documentación, tenía que haber estado realizado, cuando menos, ya avanzada la segunda mitad del siglo XVII o iniciado su tercer cuarto. Pudiera ser. No obstante, nosotros estamos más de parte de la fecha de finales de la centuria, por la bellísima perfección de la traza, por la traza, por la delicadeza y finura de la talla, por lo acabado y maravilloso del dorado y policromado, y porque asimismo lo acepta la opinión mayoritaria, en tanto no puedan aportarse los documentos fehacientes al respeto. Por otro lado, al incluirlo como colofón al apartado que venimos tratando, no es porque lo consideramos consecuencia de la forma de hacer propia del Maestro Álvarez, a quien supera con mucho este retablo, sino más bien por la razón del tipo de columnas, de molduración helicoidal, que en los suyos hallándose y que nos han dado pie para la organización de esta parte de nuestro trabajo. En alguna ocasión se lo ha descrito como de tres cuerpos. Se le suele considerar más bien de dos, porque opinamos que el llamado tercero corresponde más bien a un ático tripartito. Extraordinariamente en su perfecta y equilibrada división en cinco calles (como los desaparecidos retablos de Garachico y Buenavista, solo que el de Icod los supera en armonía). Su desarrollo ocupa totalmente el testero de la capilla mayor, a lo ancho y lo alto. Las calles quedan exactamente defenidas por la estructura exástila, algo más ancha la central, mientras que el canon de las columnas disminuye en el segundo cuerpo con respecto al primero en 1/4, y lo mismo el ático con respecto al segundo. Cada uno de los nichos se cierra con arco polilobulado con un cierto arco de curvada guardamelleta, conteniendo además en su interior todo un repertorio de las más bellas y valiosas imágenes de nuestra estatuario, como el San Diego de Alcalá, de autor anónimo de la escuela madrileña (1710), algunos especialistas atribuyen esta obra maestra al granadino Pedro de Mena, aunque también hay que destacar la atribución hecha por la Dr. Carmen Fraga González a Luisa Roldán "la Roldana", algunos especialistas consideran como una de las mejores obras de la escultura española de todos los tiempos; El grupo de San José y el Niño, es posible que sea del insigne escultor sevillano Martínez Montañés y su taller, pero el Dr. Don Jesús Hernández Perera cree más cercano al arte de Francisco de Ocampo; La Virgen del Rosario, de Fernando Estévez; En el segundo cuerpo y en el centro del retablo, se encuentra la imagen titular de San Marcos Evangelista, pequeña talla gótico-flamenca que según la tradición, apareció en las costas del menceyato de Icoden antes de la conquista; es, por tanto, una de la más antigua de cuantas se conservan en Tenerife. No cabe duda de que todo el repertorio decorativo es en su origen, una vez más, plateresco, pero más por lo que el término connota de calco en los motivos de << platería >> isleña barroca, que por filiación respecto a aquel Renacimiento hispano. Por eso mismo no es correcto calificar de plateresco a este retablo. La primera apreciación precisa que surge de la contemplación de conjunto es su manifiesto gusto lusitano, bien definido en la planitud de su disposición, y en la profusa decoración que lo invade todo con un evidente << horror vacui >>, dejando apenas algún listel (Línea o lista fina que sirve de adorno) en los cornizamientos de entablamentos, y en banquillos. De ahí su barroquismo, amén de lo grueso de la talla, severo si se quiere, pero, por ello mismo, diferenciadora y claramente isleño. Y arriba, entre la curva y contracurva de los aletones del ático y en el remate, una vez más, tupida y con apariencia de unidad del trópico. Mientras el rico dorado va destacando aquí sobre fondos rojos, y sobre fondos verdes en los entrepaños. En 1830 se realizó la maravillosa joya de orfebrería lagunera, que constituye el altar con su frontal, el sagrario y el manifestador hasta el límite superior del primer cuerpo en su hornacina central, y que con la blancura de su plata colabora en hacer resaltar mucho más la espléndida policromía y el dorado del conjunto. 
Destaca también, el gran cuadro de Las Ánimas del Purgatorio en el Retablo de la Virgen del Carmen (siglo XVIII) es obra de José Tomás Pablo, natural del Puerto de la Cruz, Tenerife, tuvo mucha influencia de Cristóbal Hernández de Quintana). Está formado por un lienzo estructurado en tres planos con la figura del Arcángel San Miguel situado en el centro. El Arcángel San Miguel se alza apoyado en una superficie terrosa o sobre nubes de color plata. En el plano superior nos encontramos con la Gloria, y en medio de ella situada la Santísima Trinidad (Padre, Hijo y Espíritu Santo): en anciano, joven y paloma, según la norma iconográfica utilizada. Coros de santas y santos se distribuyen de manera equitativa a ambos lados de este eje trinitario, apareciendo también en este plano apóstoles y un sinfín de ángeles. Se encuentra la presencia de María en este plano, junto a su hijo o a los pies de EL. En el plano inferior el Purgatorio. En la representación del infierno, aparecen llamas de fuego, donde ánimas de diferente sexo, estado civil, clase social... portan a veces objetos en las manos que pueden aludir al motivo de su condensación. Sus rostros, identificables algunos, los que nos llevará a pensar en posibles retertos, muestran un rictus de dolor y amargura en implorantes tienden sus manso a los santos que bordean esta abertura inflamada. Entre los santos protectores o salvadores de ánimas hay que señalar como lo más frecuentes a San Francisco de Asís, Santo Domingo, San Nicolás de Tolentino, San Agustín, San Lorenzo, San Bartolomé, Santa Teresa y San Ignacio de Loyola.
Otras pinturas del templo son, un cuadro de Santa Ana y otro de La Anunciación.
El patrimonio en orfebrería permanece expuesto en el Museo. Donde destaca sobremanera el más valioso ejemplo de cruz de labor en filigrana de plata (<<Cruz de Plata>>) y está catalogada como una de las mejores del mundo. Tanto por su tamaño - 48 kilos y 2.40 metros de altura - como por la elegancia y precisión de su trabajo. Es de plata maciza. Ejecutada entre 1663 y 1665 por talleres poblanos bajo la dirección del artista Jerónimo de Espellosa, y que fue costeada y donada por el obispo de Santiago de Cuba, el icodense Nicolás Estévez Borges, hacia 1673. * (Nota: Historia del Arte en Canarias, AAVV, pág 156)
Plaza de la Constitución (más conocida como plaza de la Pila)

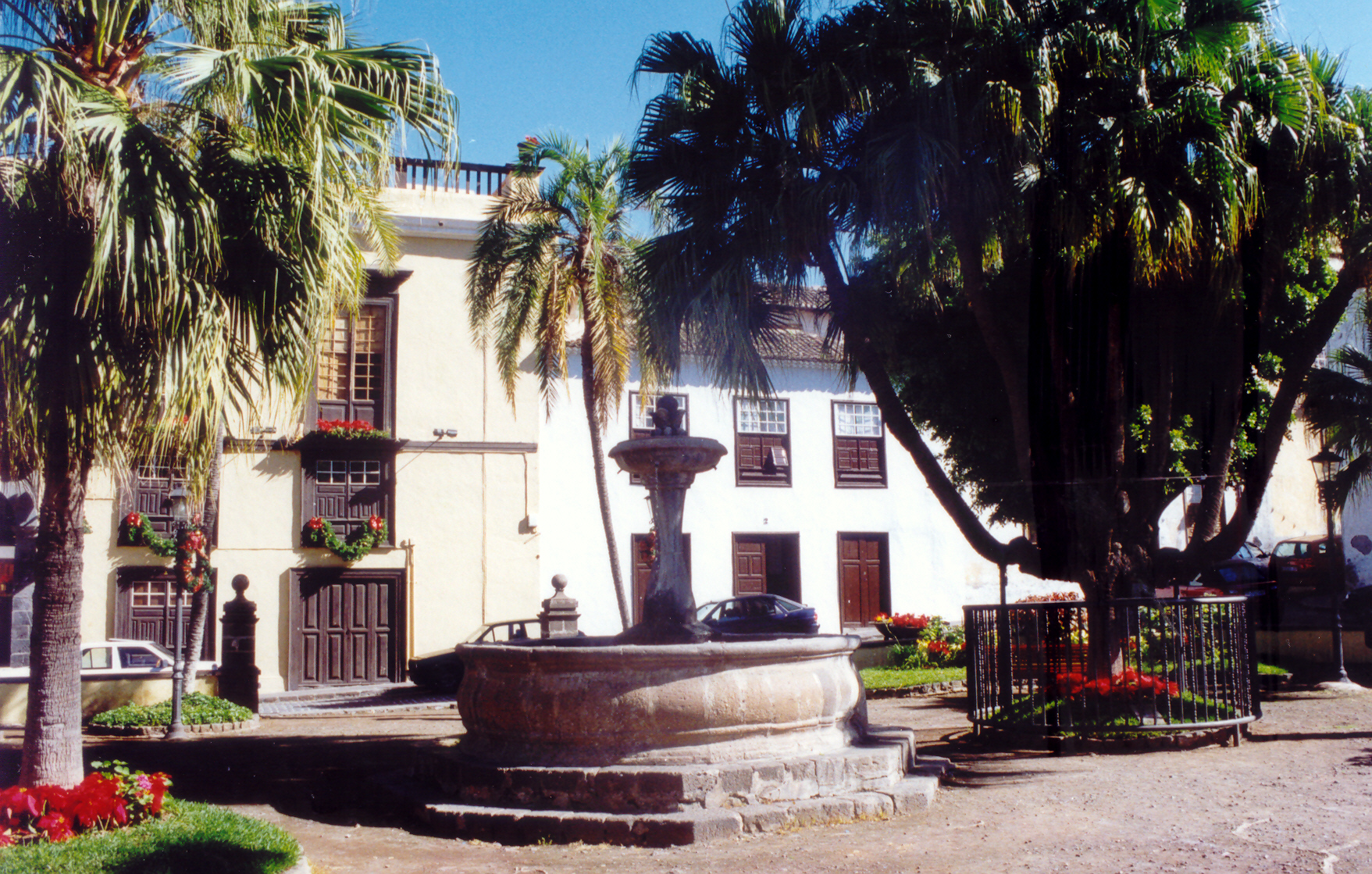
Plaza de La Pila

Se encuentra próxima al parque del Drago. Esta es la primera plaza que aparece en Icod, con el nombre de plaza Mayor o Real. Es a partir del año 1716 cuando se la comienza a conocer popularmente como plaza de la Pila, a raíz de la instalación de dicha fuente para el abastecimiento de agua de la población.
Aquí, en este entorno, se comienzan a establecer las primeras viviendas de los señores más adinerados, siempre cerca de la parroquia principal, la de San Marcos. La plaza de la Pila quedó constituida como el principal eje en torno al cual se desarrollaba la vida social, civil y religiosa de los icodenses. Hoy en día, en la plaza encontramos diferentes especies vegetales exóticas entre las que destaca una curiosa palmera en forma de candelabro que se le conoce como abanico de China.

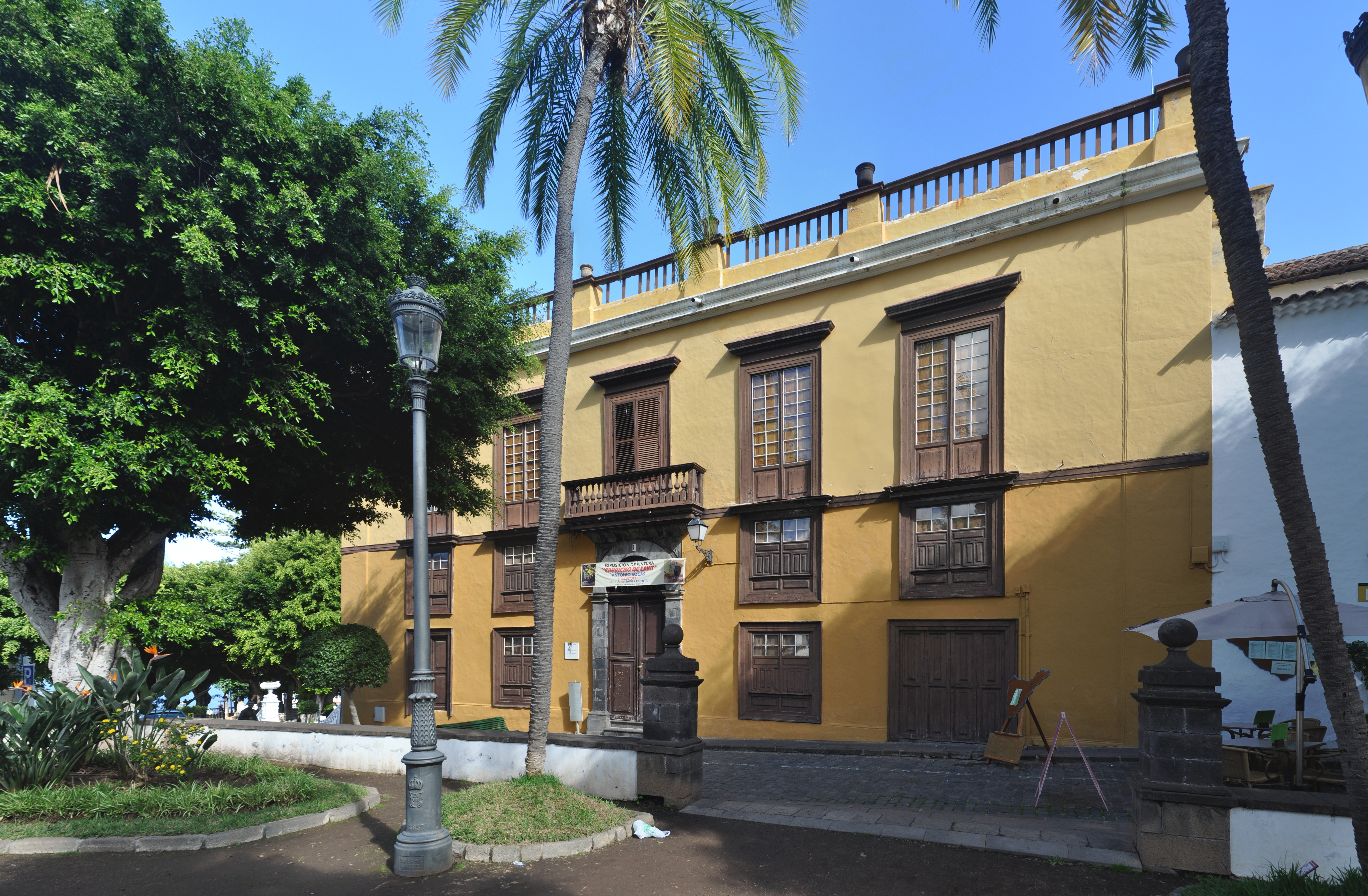
Casa de Los Cáceres
Antigua residencia de Lorenzo Cáceres, coronel de ingenieros. Su fachada neoclásica de tres plantas presenta tradicionales ventanas de cuarterones y una alta puerta central de arco con marco de piedra. También presenta cornisa y balaustrada con balcón descubierto en la ventana principal. Actualmente, la casa es un museo que cuenta la historia del inmueble, además de un importante lugar para exposiciones, obras de teatro, ruedas de prensa y diferentes actividades. Se dice que la casa tiene tantas puertas y ventanas como días tiene un año.
Convento franciscano del Espíritu Santo (Ubicación actual de la biblioteca municipal de Icod de los Vinos)
El convento de San Francisco fue el tercero que se construyó en Icod y el único que se conserva en la actualidad. Fue fundado en 1641 gracias a las donaciones de familias acaudaladas. La historia de este lugar ha sido muy importante en la vida de Icod, sobre todo en el desarrollo cultural de los vecinos. En el interior del convento nos encontramos con una llamativa fuente con el dios Neptuno. Esta fuente llegó hasta aquí gracias a unos viajeros italianos que naufragaron en las costas de Icod y los monjes franciscanos fueron en su ayuda. Los franciscanos, muy amables, les dejaron hospedarse en el convento y estos muy agradecidos, a su marcha, les enviaron más tarde desde Italia, como muestra de su gratitud, esta fuente.
La vida conventual terminó aquí en 1821, los franciscanos pasaron a vivir a otro convento en La Orotava, el único convento de franciscanos que aun quedaba en Canarias.
Ante la grave situación sanitaria que se vivía en la iglesia de San Marcos por no tener espacio para más enterramientos en el año 1822, se decidió hacer estos enterramientos en el convento de San Francisco, descartando otros conventos como el de San Agustín debido a la gran afluencia de fieles que acudían a él. El convento de San Francisco sirvió como cementerio hasta 1838, año en que se construyó el actual cementerio municipal de Icod en el barrio de San Felipe.
Los usos que se le han dado a lo largo de la historia han sido muchísimos. Primero como convento y luego como colegio, teatro, ayuntamiento, cementerio, cuartel en la etapa de guerra civil, cine, academia de música, etc.
Iglesia de San Agustín y Ayuntamiento

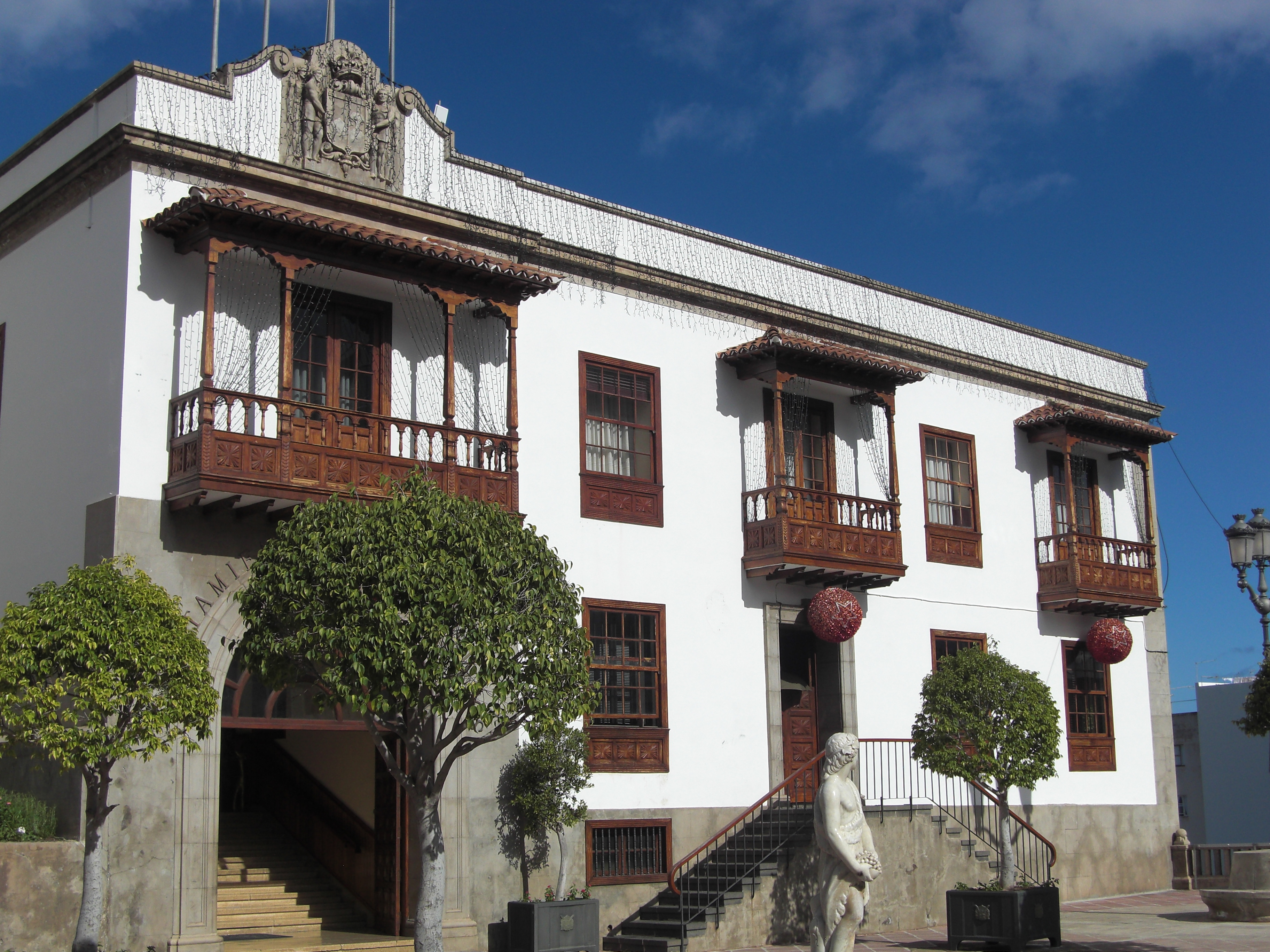
Casa consistorial

La calle de San Agustín desemboca en la plaza de León Huerta, que se alza al término de una escalinata, con una balaustrada y cuatro estatuas genovesas que representan las estaciones. Preside el conjunto el edificio del Ayuntamiento, de fachada neocanaria, que ocupa el espacio del antiguo convento agustino de San Sebastián, fundado en el siglo XVI. De la primitiva fábrica se conservan algunos elementos, como la iglesia de San Agustín, (segunda mitad del siglo XVI) que ha logrado preservar la arquería fundacional y cuenta con un artesonado mudéjar en la capilla de La Soledad. Merecen atención el tabernáculo neoclásico de la capilla mayor y el elegante púlpito.
El templo conserva también cuatro interesantes tablas representativas de los Evangelios y una escultura de la Virgen de Gracia del siglo XVII.
Otros edificios

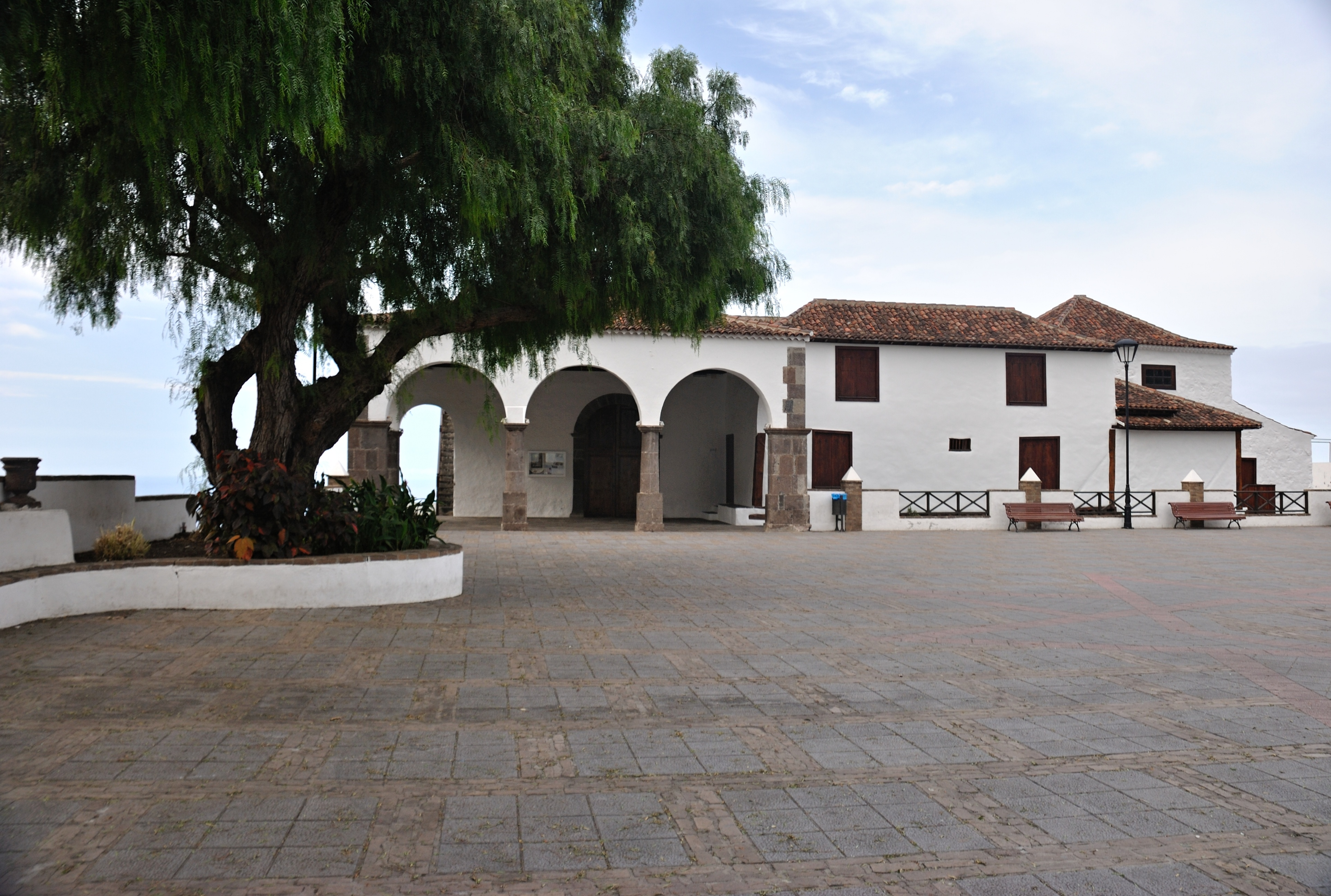
Iglesia del Amparo

- Ermitas de Buen Paso, San Felipe, El Tránsito, Las Angustias, San Antonio, El Amparo y El Calvario.
- Capilla de los Dolores.
- Ex convento de San Agustín.
- Plaza de León Huerta.
- Casa Campino (BIC).[31]

Patrimonio arqueológico
- Cueva de los Guanches (BIC).[32]

- Cuevas de Don Gaspar (BIC).[33]

### Monumentos naturales
Drago milenario
En Icod se encuentra un ejemplar de drago (dracaena draco) declarado Monumento Nacional en 1917. Se le atribuye una edad de miles de años, aunque ningún estudio ha podido confirmar tal longevidad, siendo más probable que la planta tenga entre 500 y 600 años. Este drago constituye el símbolo de Icod, como se puede apreciar en el escudo de armas del pueblo. En el entorno del drago existe un parque que exhibe distintas especies vegetales, y que aporta un importante recurso económico a la administración local. El drago, cuyo peso sobrepasa las 140 toneladas, está completamente hueco, albergando en su interior dos ventiladores que renuevan el aire para impedir la formación de plagas. Las constantes ambientales son monitorizadas para prevenir cualquier posible daño a este símbolo vegetal de Canarias.
Cueva del Viento - Sobrado

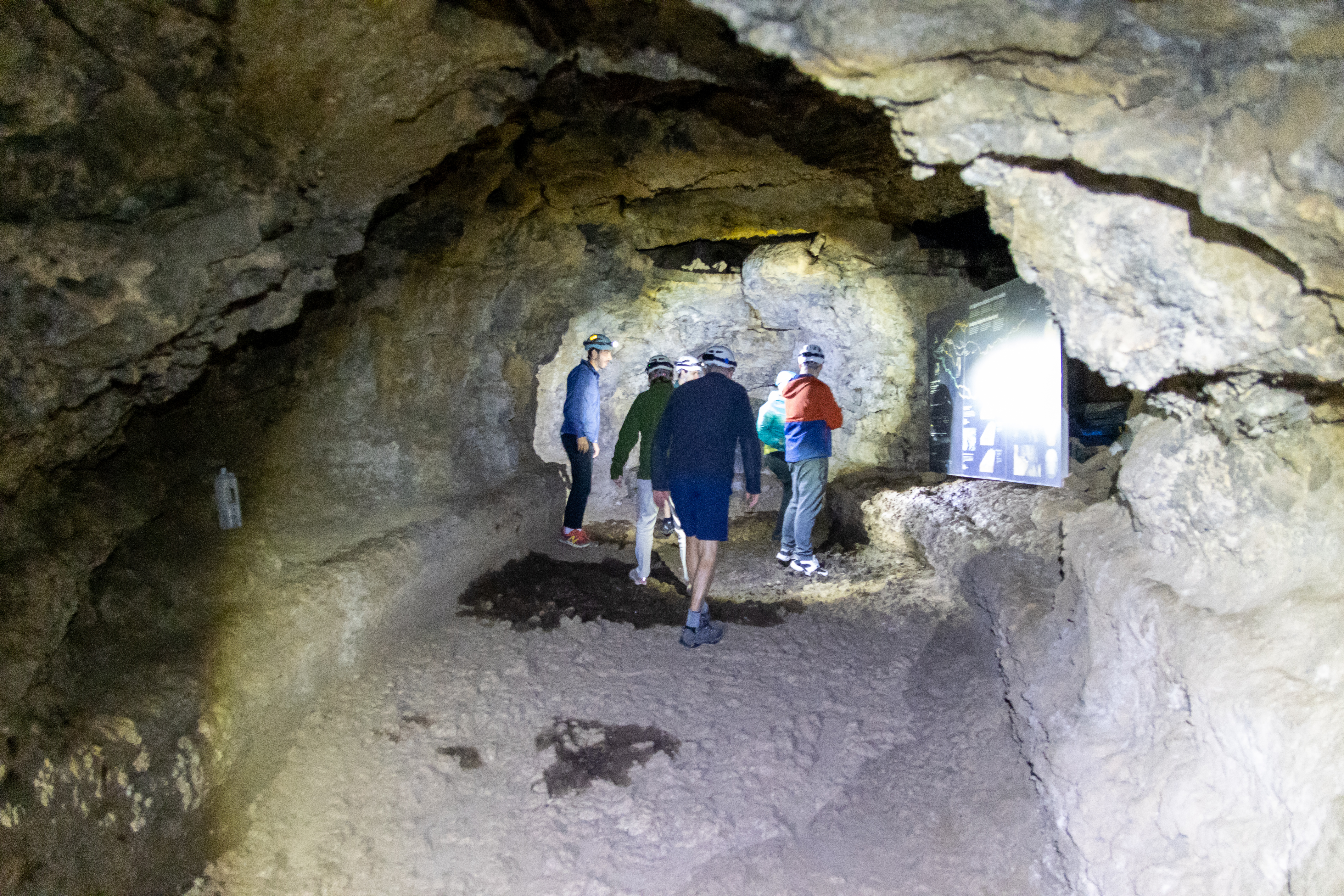
Cueva del Viento

Es la tercera cavidad volcánica más larga del mundo y la más grande de Europa, con más de 18 kilómetros de desarrollo conocidos. Con varias bocas de salida, presenta una gran complejidad interna. Posee una amplia representación de estructuras geomorfológicas y una original fauna, tanto viva como fósil. Otras cuevas, también muy amplias, se localizan en otros rincones del municipio: San Marcos, Punto Blanco, El Rey o Felipe Reventón.

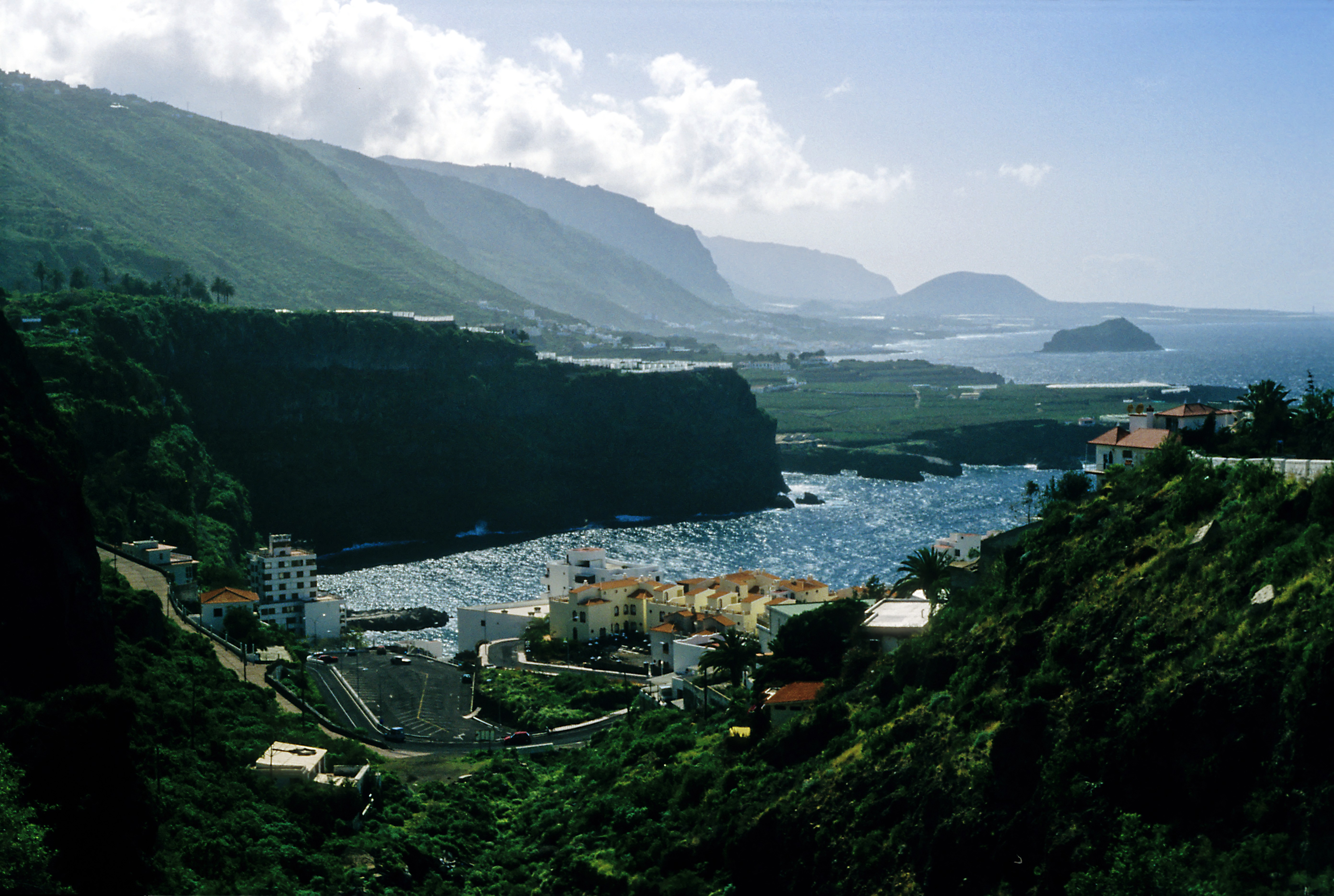
Playa de San Marcos
Situada en una abrigada bahía de la costa norte de Tenerife, su nombre proviene de la imagen del Evangelista San Marcos que se venera en la iglesia del mismo nombre en Icod. Como es habitual en las playas del norte de Tenerife, es de arena negra. En la bahía existe también un pequeño puerto pesquero y diversas instalaciones turísticas.
La seguridad que presta este puerto, resguardado de casi todos los vientos y abrigado por los acantilados que lo circundan, con buenos fondeaderos, y playa, hizo que fuera escogido desde los comienzos de la conquista de Tenerife por los navegantes como refugio en días de tormenta. Estas ventajosas condiciones y la proximidad a los ricos bosques de pinos que entonces poseía Icod, fomentaron el comercio de maderas y la fabricación de embarcaciones, llegándose a construir galeones y fragatas para el servicio del Rey.

## Cultura

### Fiestas
- 25 de abril: fiestas patronales de San Marcos.
- 25 de julio: Santiago Apóstol y Virgen de la O. Buen Paso.
- 5 de agosto: El Amparo.
- 24 de septiembre: Procesión del Santísimo Cristo del Calvario de Icod.
- 7 de octubre: Virgen del Rosario. Los Piquetes.
- 12 de octubre: Virgen del Pilar. Las Lajas.
- 30 de noviembre: San Andrés Apóstol.Icod de los vinos, Tablas de San Andrés.
- 4 de diciembre: Santa Bárbara.

## Personas destacadas
- Fray Juan de Jesús (1615-1687), religioso franciscano y místico.
- Emeterio Gutiérrez Albelo (1905-1969), escritor y poeta de la Generación del 27.
- Andrea Abreu (1995), periodista y escritora.